# Ulica Krakusa w Krakowie
Ulica Krakusa – ulica w Krakowie, w dzielnicy XIII Podgórze, w Podgórzu.
Łączy ulicę Piwną z ulicą Rękawka. Jest jednojezdniowa.

## Historia
Ulica została wytyczona w pierwszej połowie XIX wieku i początkowo biegła od ulicy Piwnej do skrzyżowania z ulicą Bolesława Limanowskiego. W latach dziewięćdziesiątych XIX wieku wybudowano dalszą część ulicy – do ulicy Rękawka.
W latach osiemdziesiątych XIX wieku Rada Miasta Krakowa nadała obecną nazwę, związaną z legendarnym władcą Wiślan, Krakiem. Powszechnie używana forma Krakus jest formą zlatynizowaną, pochodzącą ze średniowiecznych kronik.
W latach 1941–1943 znajdowała się na obszarze krakowskiego getta. 

## Zabudowa
- ul. Krakusa 1 (ul. Rękawka 15) – dom, 1877.
- ul. Krakusa 1a – oficyna kamenicy przy ul. Krakusa 1.
- ul. Krakusa 3 – dom. Projektował Stanisław Serkowski, 1884.
- ul. Krakusa 6 – kamienica, 1910.
- ul. Krakusa 7 – hala produkcyjna, lata 20. XX wieku.
- ul. Krakusa 8 – kamienica, XIX–XX wiek.
- ul. Krakusa 9–9a – kamienica, 1876.
- ul. Krakusa (ul. Bolesława Limanowskiego 13) – dom, 1843.
- ul. Krakusa (ul. Bolesława Limanowskiego 14) – kamienica, 1898–1899.
- ul. Krakusa (ul. Bolesława Limanowskiego 16) – dom, XIX wiek.
- ul. Krakusa 15 – kamienica, 1894.
- ul. Krakusa 17 (ul. Józefińska 22) – kamienica. Projektował J. Donheiser, 1886.
- ul. Krakusa 18 (ul. Józefińska 17) – dom, 1873–1879.
- ul. Krakusa 19 (ul. Józefińska 15) – dom, XIX wiek.
- ul. Krakusa 20 – dom, XIX wiek.
- ul. Krakusa 21 – dom, 1880.
- ul. Krakusa 22 – dom, XIX wiek.
- ul. Krakusa 23 – dom, 1881.
- ul. Krakusa 25 – dom, 1887.
- ul. Krakusa 30 (ul. Nadwiślańska 15) – dom. Projektował Stanisław Serkowski, 1869–1871.

Opracowano na podstawie źródła: Gminnej ewidencji zabytków – Kraków.